# Nersès Tayroyan
Nersès Tayroyan (* 21. März 1895 in Mardin, as-Sulaimaniya, Irak; † 4. August 1986) war der erste armenisch-katholische Erzbischof von Bagdad.

## Leben
Nersès Tayroyan empfing am 21. Dezember 1919 die Priesterweihe im armenisch-katholischen Ritus. Am 3. Mai 1940 wurde er zum Erzbischof von Mardin in der Türkei ernannt, die Bischofsweihe spendete ihm am 27. Oktober 1940 Patriarch Krikor Bedros XV. Agagianian; Mitkonsekratoren waren Erzbischof Jean Naslian, ehemaliger Bischof von Trabzon, und Erzbischof Jacques Nessimian, armenisch-katholischer Bischof von Iskanderiya (Alexandria). Seine Ernennung zum Erzbischof der Erzeparchie Bagdad erfolgte am 29. Juni 1954, er war bis zu seiner altersbedingten Emeritierung am 1. Oktober 1972 tätig. Gleichzeitig mit der Emeritierung wurde er zum Titularerzbischof von Melitene degli Armeni ernannt.
Als Erzbischof war er Mitkonsekrator von Hovhannes Baptist Apcar zum Bischof von Ispahan im Iran. Er war von 1962 bis 1965 Konzilsteilnehmer am Zweiten Vatikanischen Konzil.